# Юсуф Адил-шах
Юсуф Адил-шах (1450—1510) — первый султан Биджапура из династии Адил-шахов (1490—1510). Португальцы называли его Адил-хан или Идалькан. Основатель династии Адил-шахов, правившей султанатом Биджапур в течение почти двух столетий.

## Легенда происхождения
Основатель династии, Юсуф Адил-шах, возможно, был грузинским рабом, который был куплен Махмудом Гаваном из Ирана. Другие историки упоминали о его персидском или туркменском происхождении.
Некоторые историки утверждают, что Юсуф был сыном османского султана Мурада II, в то время как в другие сообщают, что он был туркоманом Ак-Коюнлу.

## Карьера
Еще в юности Юсуф попал в Бахманийский султанат, где вошел в доверие к влиятельному визирю Махмуду Гавану (или был изначально его рабом). По протекции визиря бахманийский султан Мухаммад-шах III Бахмани назначил Юсуфа тарафом (наместником) Биджапура.
В 1489 году Юсуф Адил-шах воспользовался упадком центральной власти в Бахманийском султанате, чтобы утвердиться в качестве независимого султана в Биджапуре. Он вел войну против Виджаянагарской империи, а также против мусульманских соседей Биджапура. Юсуф пригласил виджаянагарского полководца Тулуву Нарасу Найаку для заключения мирного договора и приказал убить его и его офицеров.
Адил-шах лично отвечает за строительство внушительной цитадели или аркиллы и дворца под названием Фарух-Махал. Юсуф был человеком культуры и приглашал ко двору поэтов и ремесленников из Персии и Турции. Он также был выдающимся музыкантом и ученым с глубокой религиозной терпимостью, что нашло отражение в искусстве и архитектуре с этого времени.
Юсуф Адил-шах скончался в  1509/10 году, участвуя в «ежегодном джихаде», возможно, грабительской экспедиции, против империи Виджаянагара на юге. Эта практика была инициирована бахманийским султаном Махмуд-шахом II в 1501 году, в которой участвовали все вожди Бахманийского султаната. Однако в 1509 году на престол Виджаянагара вступил Кришнадеварайя Тулува (1509—1529). Он противостоял бахманской экспедиции в месте под названием Девани и одержал победу над противником. Юсуф Адил-шах был сброшен с коня, и его пришлось уносить с поля боя. Затем махараджа бросился в погоню за отступающей армией Биджапура. Юсуф Адил-шах развернулся, чтобы дать ему бой при Койлконде, в котором он был убит.
Его смерть наступила вскоре после захвата порта Гоа португальским генерал-губернатором Афонсу де Албукерке. Ему наследовал его сын Исмаил Адил-шах, который, будучи несовершеннолетним, получил помощь в своем правлении от некоего Камаль-хана.
Юсуф оставил после себя сильное, хотя и небольшое государство, которое продержалось два относительно хаотичных столетия в регионе, изобилующем политическим брожением. Биджапурский султанат, который он основал, был грозной силой в течение почти двух столетий, пока он не был окончательно побежден могольским императором Аурангзебом в 1686 году.

## Семья
Юсуф Адиль-Шах женился на Панджи, позже получившей имя Бубуджи Ханум. Она была сестрой Мукунда Рао, махараджи Идара, которого он победил в битве. От этого брака у него был сын и три дочери:
- Исмаил Адил-шах, второй султан Биджапура (1510/1511 — 1534)
- Мариам Султан, замужем за Бурханом Низа-шахом I, султаном Ахмаднагара (1509—1553)
- Хадиджа Султан, замужем за султаном Берара Ала-ад-дином Имад-шахом (1504—1529)
- Биби Сати, замужем за Ахмад Шахом, сыном бахманийского султана Махмуд-шаха II[18].